# Валя-Єрій
Валя-Єрій (рум. Valea Ierii) — село у повіті Клуж в Румунії. Входить до складу комуни Валя-Єрій.
Село розташоване на відстані 326 км на північний захід від Бухареста, 24 км на південний захід від Клуж-Напоки.

## Населення
За даними перепису населення 2002 року у селі проживали 742 особи.
Національний склад населення села:
| Національність | Кількість осіб | Відсоток |
| -------------- | -------------- | -------- |
| румуни         | 729            | 98,2%    |
| угорці         | 10             | 1,3%     |

Рідною мовою назвали:
| Мова      | Кількість осіб | Відсоток |
| --------- | -------------- | -------- |
| румунська | 733            | 98,8%    |
| угорська  | 7              | 0,9%     |